# Писцовское сельское поселение
Писцо́вское сельское поселение — муниципальное образование в северо-восточной части Комсомольского района Ивановской области с центром в селе Писцово.

## История
Писцовское сельское поселение образовано 25 февраля 2005 года в соответствии с Законом Ивановской области № 43-ОЗ. В его состав вошли населённые пункты упразднённого Октябрьского сельсовета.

## Население
| 2002  | 2010  | 2011  | 2012  | 2013  | 2014  | 2015  |
| ----- | ----- | ----- | ----- | ----- | ----- | ----- |
| 5258  | ↘5038 | ↘5032 | ↗5166 | ↗5246 | ↗5247 | ↘5245 |
| 2016  | 2017  | 2018  | 2019  | 2020  | 2021  |       |
| ↘5219 | ↗5252 | ↘5199 | ↗5230 | ↘5193 | ↘5074 |       |

## Состав сельского поселения
| №  | Населённый пункт | Тип населённого пункта       | Население |
| -- | ---------------- | ---------------------------- | --------- |
| 1  | Анисимцево       | деревня                      | 3         |
| 2  | Афанасьево       | село                         | ↘27       |
| 3  | Бразино          | деревня                      | 9         |
| 4  | Бутово           | деревня                      | 271       |
| 5  | Высоково         | деревня                      | 18        |
| 6  | Дмитриевское     | село                         | ↘63       |
| 7  | Заречье          | деревня                      | 0         |
| 8  | Ивачево          | деревня                      | 1         |
| 9  | Кабаново         | деревня                      | 0         |
| 10 | Кожевниково      | деревня                      | 13        |
| 11 | Куличиха         | деревня                      | 1         |
| 12 | Логиново         | деревня                      | 0         |
| 13 | Лыково           | деревня                      | 1         |
| 14 | Маршово          | село                         | ↗10       |
| 15 | Михеево          | деревня                      | 121       |
| 16 | Никулино         | деревня                      | 19        |
| 17 | Петряево         | деревня                      | ↘4        |
| 18 | Писцово          | село, административный центр | ↗3717     |
| 19 | Подболотье       | деревня                      | 0         |
| 20 | Припеково        | деревня                      | 26        |
| 21 | Путилова Гора    | деревня                      | 53        |
| 22 | Седельницы       | село                         | ↘307      |
| 23 | Селезенево       | деревня                      | 21        |
| 24 | Сорохта          | село                         | ↘80       |
| 25 | Сотницы          | деревня                      | ↗20       |
| 26 | Степашево        | деревня                      | 100       |
| 27 | Строевая Гора    | село                         | →0        |
| 28 | Филиппково       | село                         | ↘5        |
| 29 | Цыпышево         | деревня                      | 12        |
| 30 | Чириково         | деревня                      | 5         |
| 31 | Чудь             | деревня                      | 40        |
| 32 | Шатры            | деревня                      | 102       |
| 33 | Юрцыно           | деревня                      | 43        |
| 34 | Яново            | деревня                      | 34        |

### Упразднённые населённые пункты
12 октября 2005 года исключены из учетных данных деревня Моруево и село Никульское.

## Экономика
В поселении функционирует АЗС «СлавНефть», ОАО «ТОР», 5 швейных цехов, 40 точек оптовой и розничной торговли. Сельское хозяйство представлено кооперативами: «Прогресс», «Михеевский», «Восток», «Нива и Ко».

## Инфраструктура
Действуют муниципальная баня, две парикмахерские, отделение Сбербанка России, аптека, отделение почтовой связи.
Имеется два дошкольных учреждения, две средних школы. Медицинские услуги предоставляет Писцовская районная больница и пять фельдшерско-акушерских пунктов.
Через поселение проходит автодорога Р79, связывающая областные центры Иваново и Ярославль. Расстояние от Писцова до районного центра (город Комсомольск) — 17 км, до Иванова — 30 км.

## Известные уроженцы
Стебельков, Альвиан Николаевич (1923—1984) — советский военный и научный деятель, инженер-полковник, лауреат Сталинской премии (1953), кандидат военных наук (1975). Один из первых разработчиков и испытателей элементов доставки и боевого применения советского ядерного заряда. Родился в деревне Юрцыно.